# غياغينسكايا
غياغينسكايا (بالروسية: Гиагинская) هي مدينة في جمهورية أديغيا في روسيا.